# Omphalagria
Omphalagria is een geslacht van vlinders van de familie uilen (Noctuidae).

## Soorten
- O. hemiochra Hampson, 1910
- O. togoensis Gaede, 1915
- O. tongoensis Gaede, 1915